# 175450 Phillipklu
175450 Phillipklu è un asteroide della fascia principale. Scoperto nel 2006, presenta un'orbita caratterizzata da un semiasse maggiore pari a 2,4829661 UA e da un'eccentricità di 0,0760106, inclinata di 6,49616° rispetto all'eclittica.